# Edith Durham

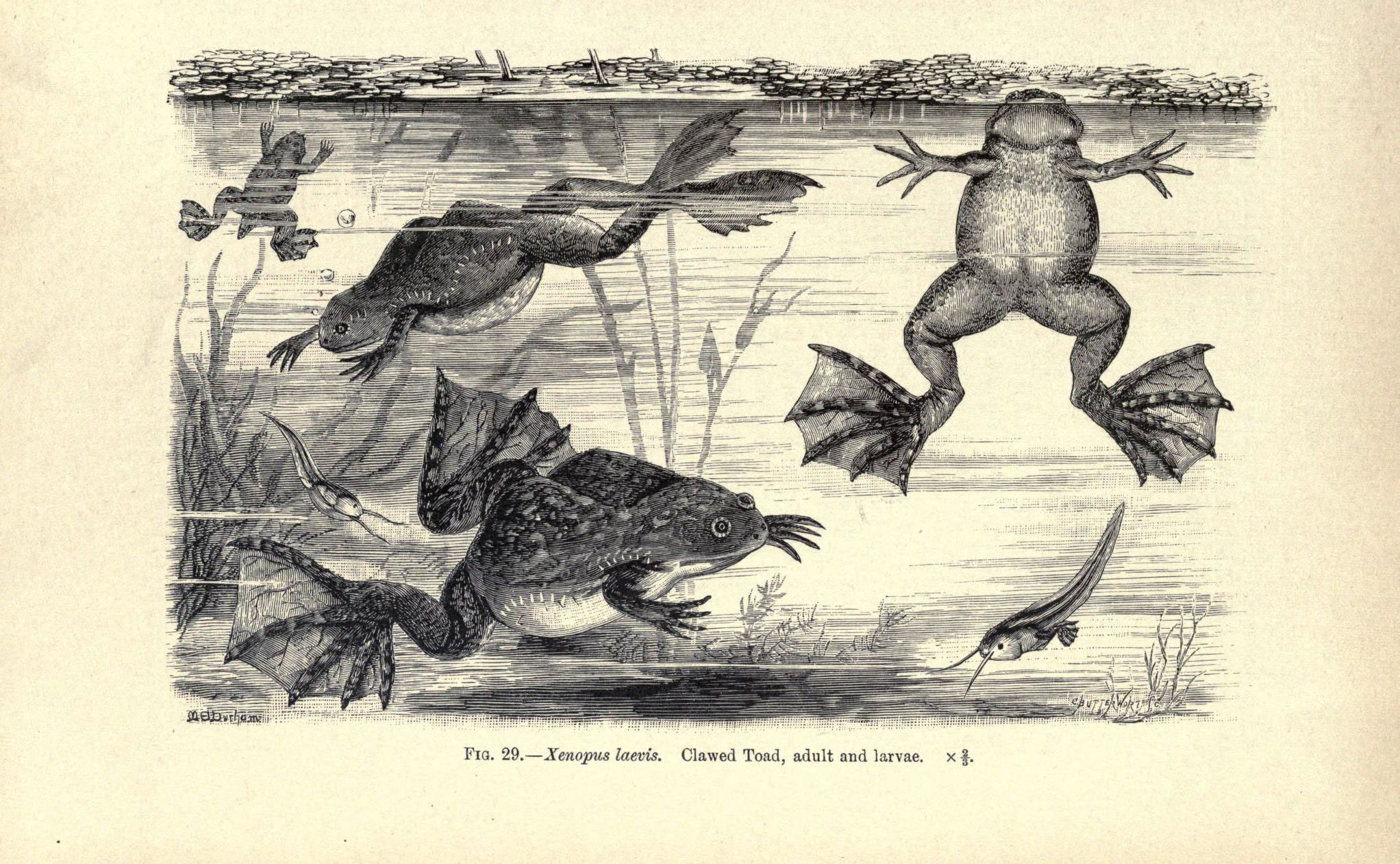
Encyclopedia of Life Images- Amphibiens and reptiles 147. o.

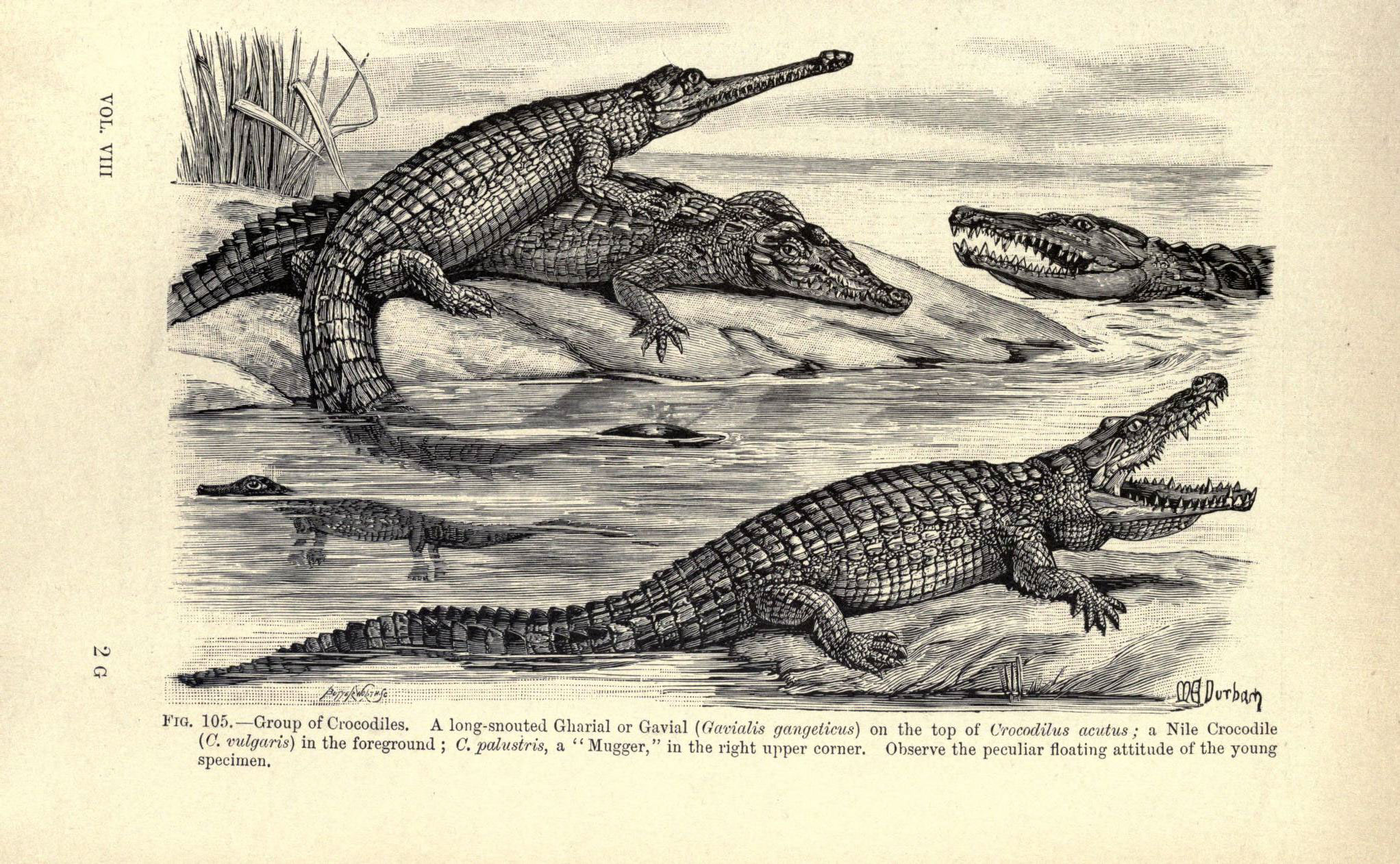
Encyclopedia of Life Images- Amphibiens and reptiles 449. o.

Mary Edith Durham (London, 1863. december 8. – London, 1944. november 15.) angol festőművész, tudományos illusztrátor, utazó, antropológus és balkanológus.

## Élete
Apja, Arthur E. Durham, híres londoni sebészorvos volt. Edith a Bedford College-ben és a Királyi Művészeti Akadémián tanult. Akvarell portréival és életképeivel rendszeresen részt vett művészeti kiállításokon. Tudományos illusztrációi a Cambridge Natural History kétéltűekkel és hüllőkkel foglalkozó kötetében jelentek meg 1899-ben.
1900-ban orvosi javaslatra Dalmáciában pihent. Lehajózott Kotorig, majd felkereste Cetinjét, Montenegró egykori fővárosát. Ez a sokszínű, a sajátjától nagyon eltérő világ egy életre rabul ejtette.
1906-ban Albániában, Makedóniában, Boszniában, Szerbiában és  Dalmáciában utazgatott. Évente több hónapra visszatért a Balkán-félsziget déli részére. Megtanult szerbül és albánul. I. Miklós montenegrói király bizalmasa volt. Különböző humanitárius szervezetekben dolgozott, és az első Balkán-háború idején ő volt az első női haditudósító. Brit, német és amerikai folyóiratokban megjelent cikkeiben felkarolta az albánok nemzeti ügyét.
Utazásairól hét könyvet írt. A leghíresebb a High-Albania, amely a Shkumbin folyótól északra élő törzsek nemzeti viseletével,  társadalmi struktúrájával, szokásaival, népi hiedelmeivel, és népmeséivel foglalkozik. A hegyek királynőjének hívták az albánok és nagy népszerűségnek örvendett. Tudományos képzésben soha nem részesült, de a rendkívül pontos szocio-antropológiai leírásai megnyitották előtte a brit tudományos társaságok ajtaját. A Royal Anthropological Institut of Great Britain, a The Folklore Society és a Royal Institute of International Affairs tagjává választották.
Jegyzetei, emlékiratai, rajzai, valamint a Balkánon gyűjtött népművészeti tárgyak, viseletek, ékszerek a Royal Anthropological Institutban, a halifaxi Bankfield Museumban, a British Museumban, az oxfordi Pitt Rivers Museumban és a Horniman Museumban találhatók.
I. Zogu albán király egyszer azt mondta, hogy Edith Durham utazásai előtt Albánia csupán földrajzi fogalom volt a világ számára.

## Írásai
- 1904 Through the Lands of the Serb
- 1905 The burden of the Balkans
- 1909 High Albania
- 1914 The struggle for Scutari
- 1920 Twenty Years of Balkan Tangle
- 1925 The Serajevo Crime
- 1928 Some Tribal Origins, Laws and Customs of the Balkans